# Sołtysowa Skała
Sołtysowa Skała – skała w miejscowości Przybysławice w województwie małopolskim, w powiecie krakowskim, w gminie Skała. Znajduje się w odległości około 500 m na południe od skrzyżowania drogi wojewódzkiej 773 z drogą do Przybysławic. Zlokalizowana jest po wschodniej stronie drogi do Przybysławic, za niewielkim potokiem Rzeplinianka i jest z drogi widoczna. Pod względem geograficznym znajduje się na Wyżynie Olkuskiej będącej częścią Wyżyny Krakowsko-Częstochowskiej.
Jest to wyrobisko nieczynnego już kamieniołomu wapienia. Znajduje się na terenie prywatnym, którego właściciel pozwolił na uprawianie na skale wspinaczki skalnej. Na skale jest 7 projektów dróg wspinaczkowych z zamontowanymi stałymi punktami asekuracyjnymi: ringami (r) i stanowiskami zjazdowymi (st).

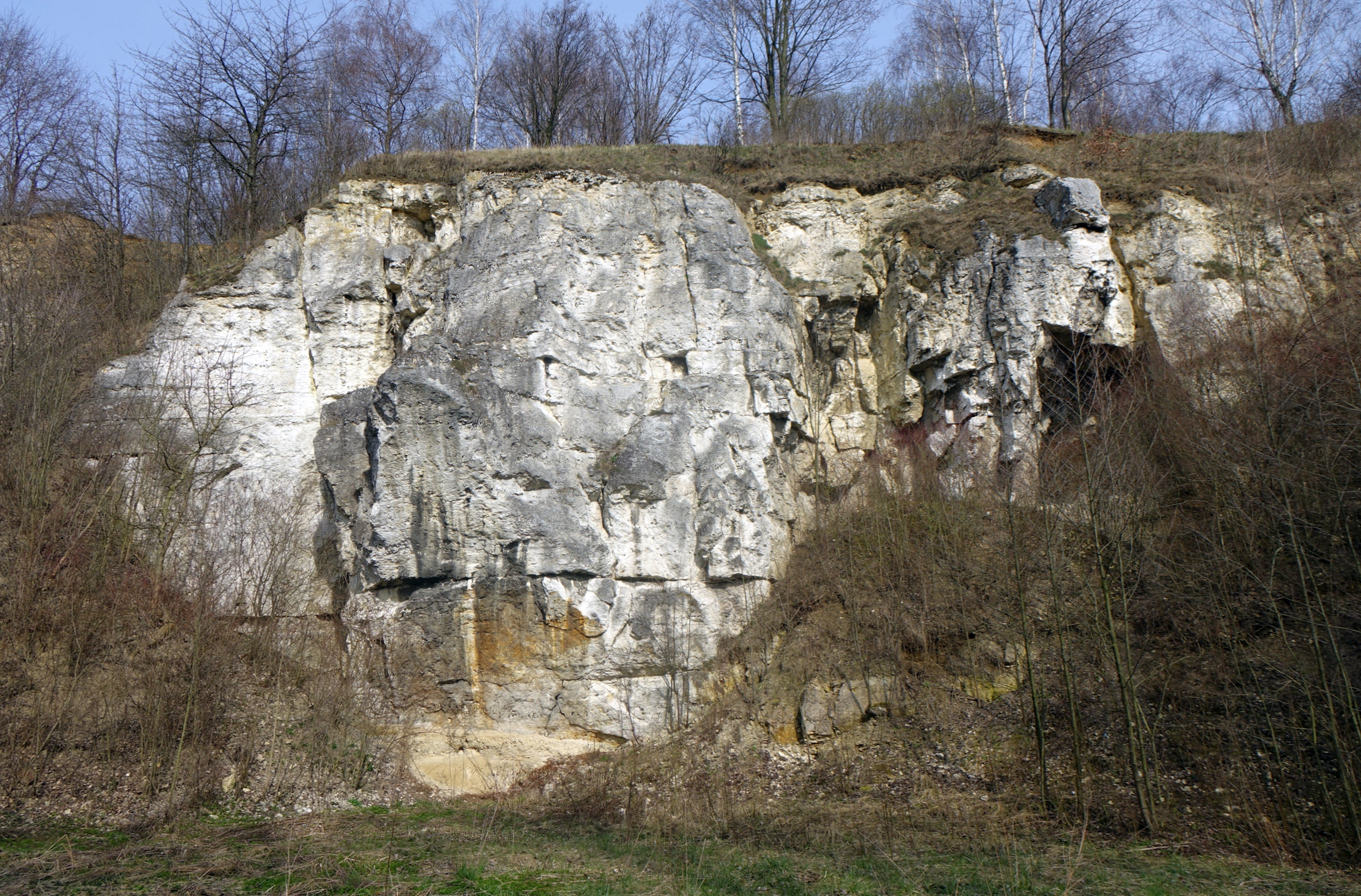
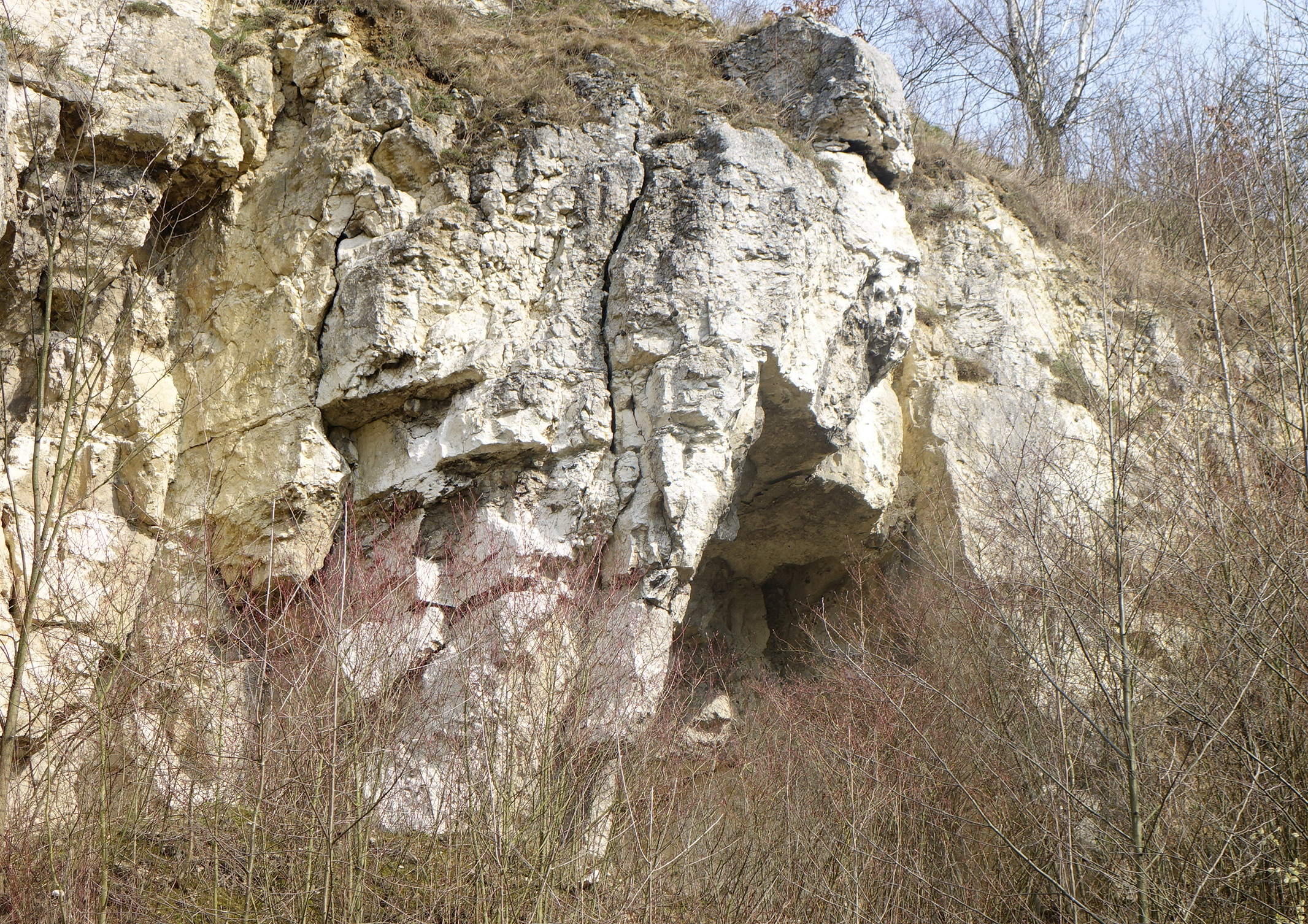
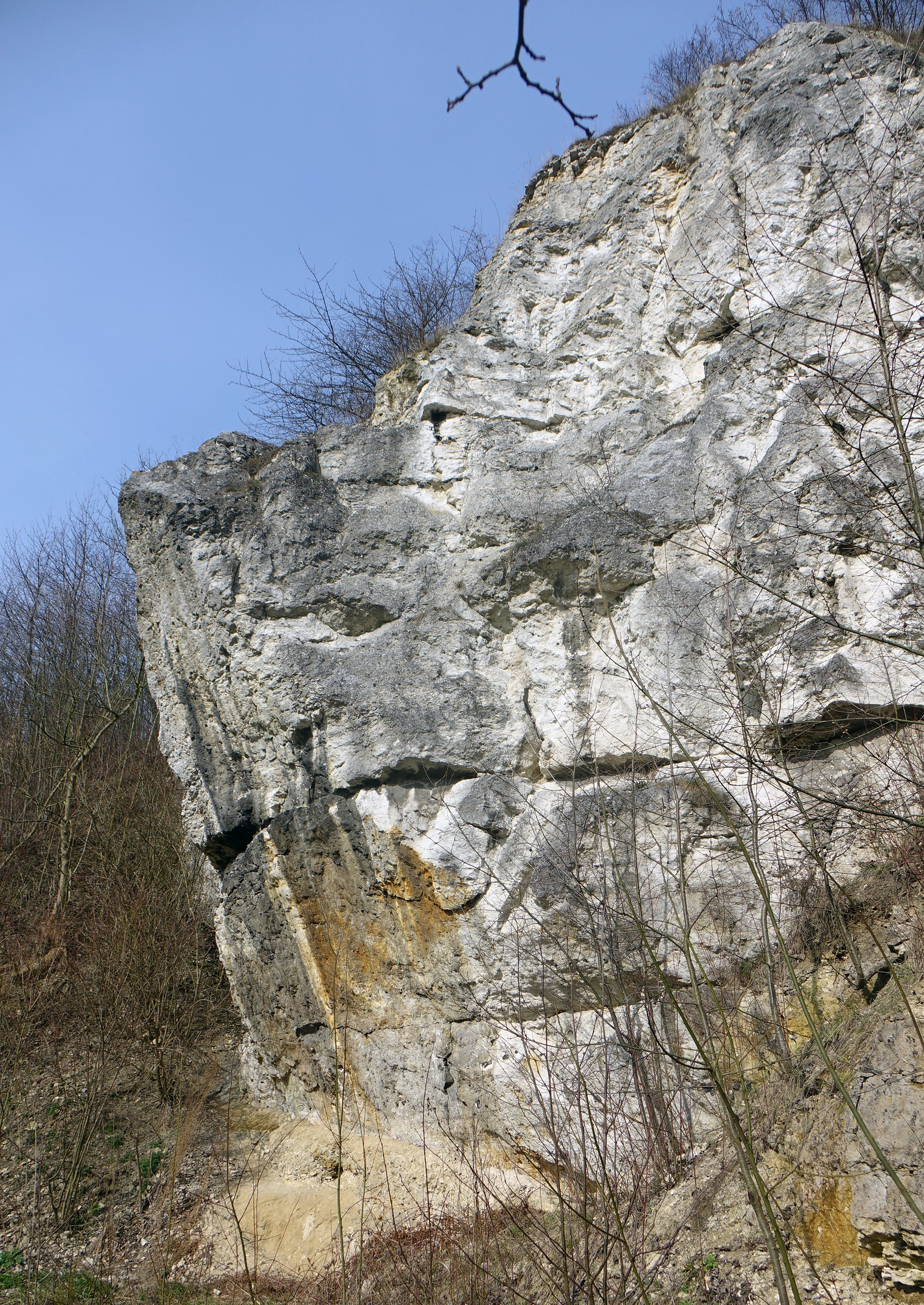
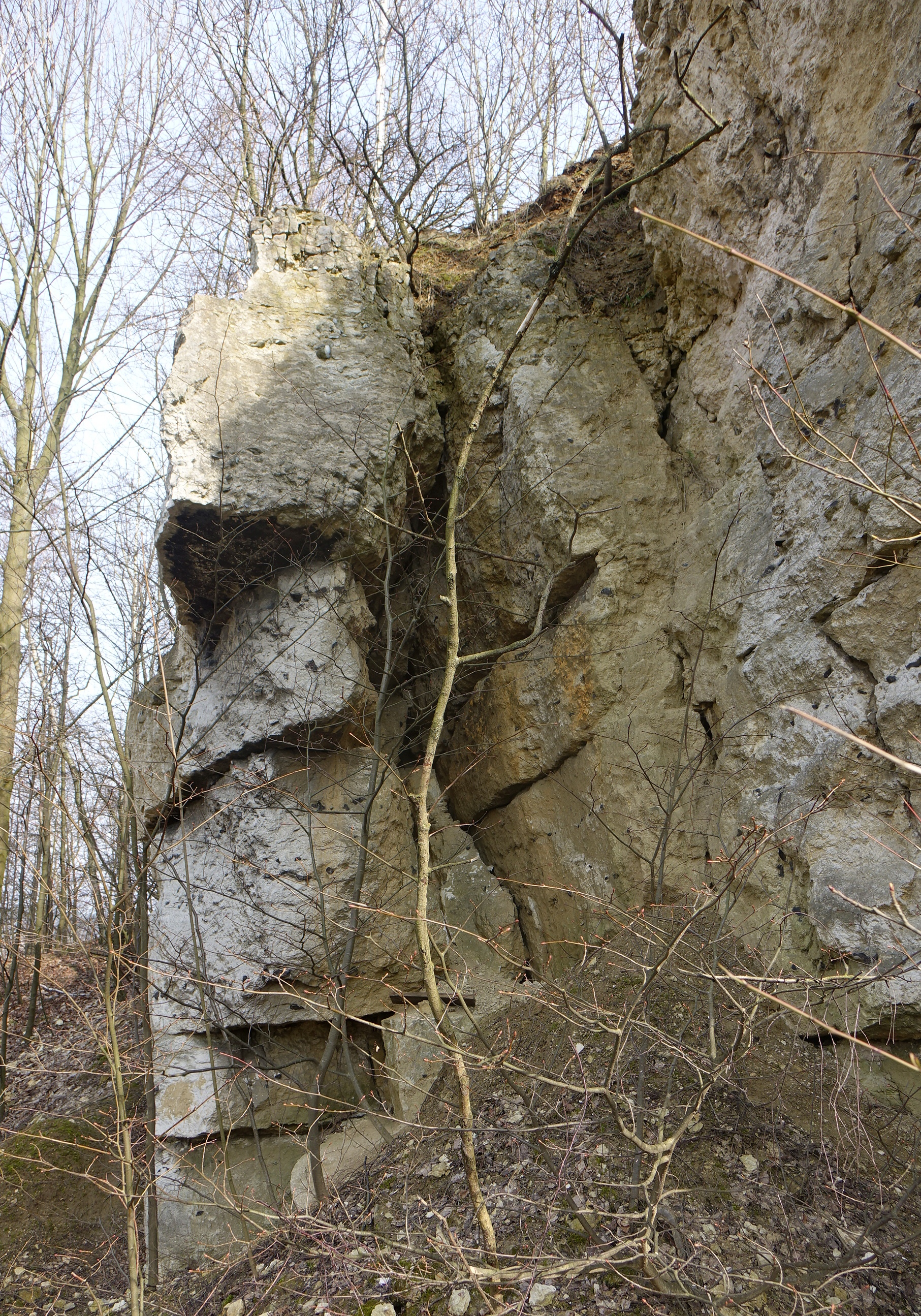
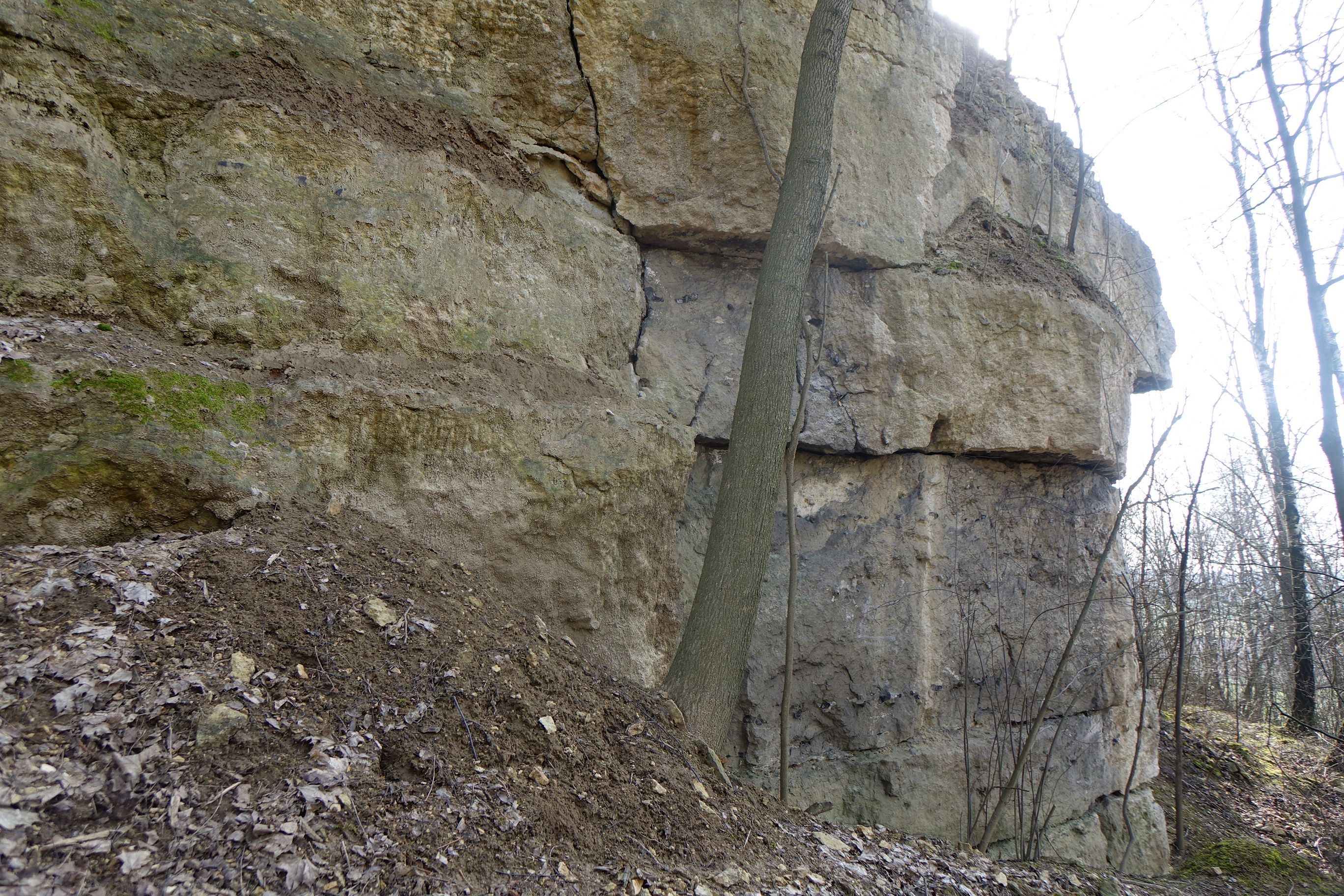

1. Projekt; 4r + st
2. Projekt; 4r + st
3. Projekt; 4r + drz
4. Projekt
5. Projekt; 4r + drz
6. Projekt; 5r + st
7. Projekt; 5r + st[4].